# Culicoides tibetensis
Culicoides tibetensis är en tvåvingeart som beskrevs av Chu 1977. Culicoides tibetensis ingår i släktet Culicoides och familjen svidknott. Inga underarter finns listade i Catalogue of Life.